# Frotté (teaterfestival)

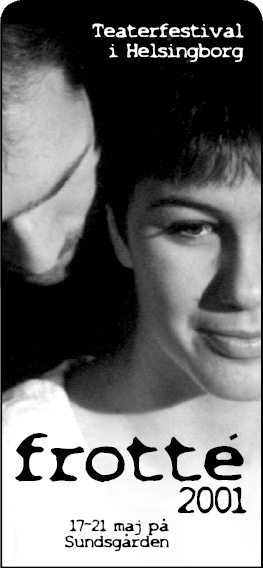
Programbladskonvolut för Frotté, premiäråret 2001.

Frotté är en årligen återkommande teaterfestival i Helsingborg som arrangerades för första gången 2001. Varje år har ett tema som är särskilt aktuellt det året. 2007 var temat "postmodern.nu", 2008 var det "en bekväm sanning" och 2009 är temat "Swedish syndrome - Främling i min egen ark". Arrangör är Teater Arken och festivalen hålls på Sundsgården utanför Helsingborg, strax söder om Råå.